# Escut de Vilanova de la Barca
L'escut oficial de Vilanova de la Barca té el següent blasonament:
Escut caironat: de sinople, una barca envelada d'argent acompanyada a la punta d'una faixa ondada d'argent. Per timbre, una corona mural de poble.

## Història
Va ser aprovat el 28 de maig de 1993 i publicat en el DOGC el 14 de juny de 1993.
Armes parlants: s'hi veu una barca sobre un riu. De fet, el poble es va desenvolupar entorn d'un pas de barca sobre el Segre, instal·lat el 1212. Actualment s'ha substituït per un pont sobre el riu.